# العلاقات المغربية المالاوية
تربط بين المملكة المغربية وجمهورية مالاوي عدة علاقات دبلوماسية منذ 31 يناير 2001، وعلى الرغم من ذلك فسفير مالاوي في مصر هو المعتمد لدى المملكة المغربية، وسفير المغرب في جنوب أفريقيا هو أيضا سفير مالاوي.

## تاريخ
في 29 يوليوز 2021، إفتتحت مالاوي قنصلية عامة لها في مدينة العيون.

## اللجنة الدائمة المشتركة للتعاون
أُنشِئَت لجنة دائمة مشتركة للتعاون بين البلدين سنة 2001.

## المساعدة التقنية
تلقت مالاوي المساعدة التقنية والدعم من الوكالة المغربية للتعاون الدولي. كما منح المغرب سنة 2003 ملاوي منح معونة بقيمة 000 600 دولار أمريكي لمدة أربع سنوات من أجل التنمية الاجتماعية والاقتصادية ودعم التعليم.